# 230 (吉祥物)
230，為2015年8月11日臺北市政府資訊局公布的虛擬代言人，是異世神音（Arc Chen）繪製的黑長直美少女，負責擔任宣導資訊局的業務，預計於2015年10月協助宣導「臺北無線網路聯盟」的業務。

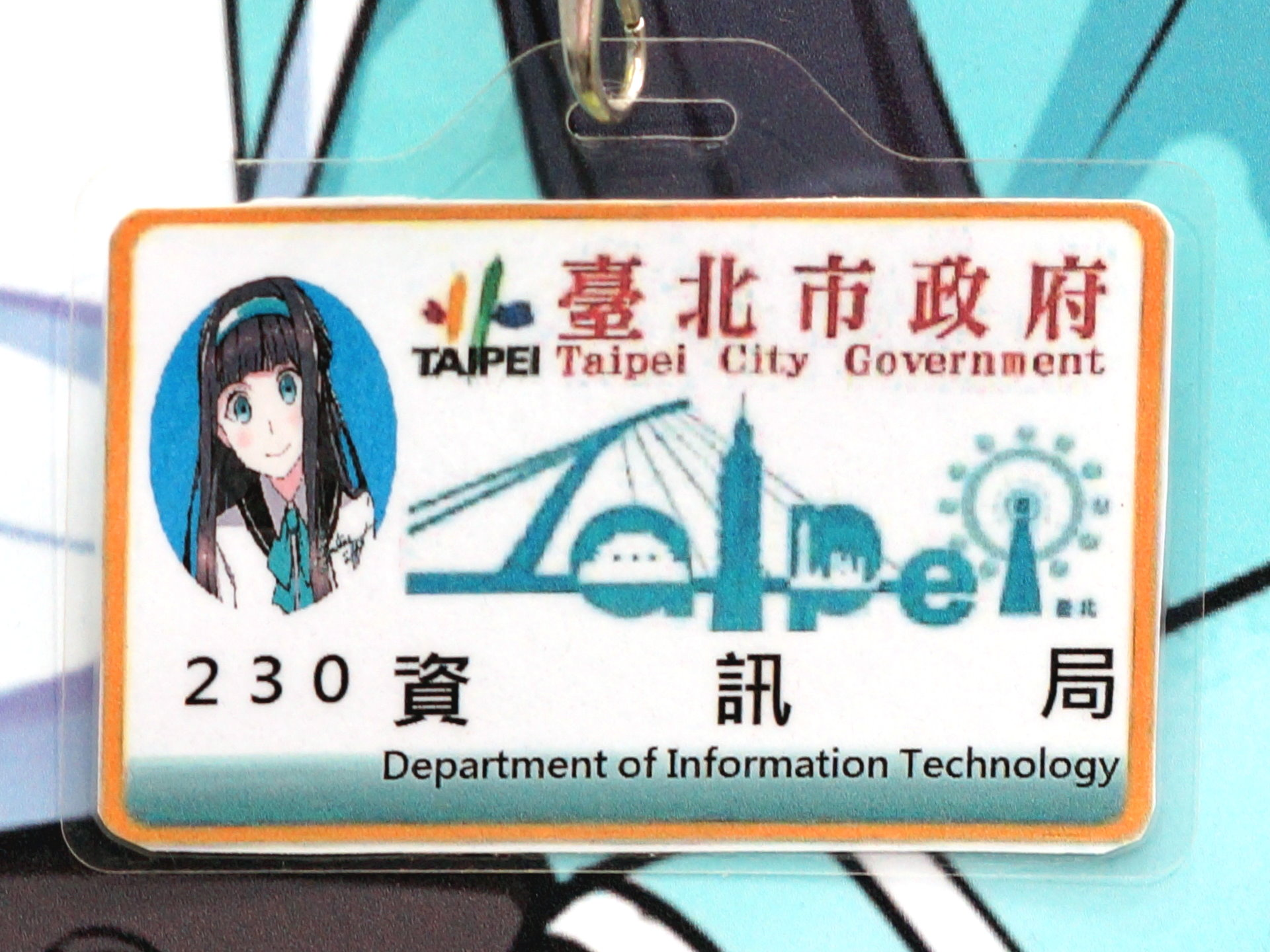
臺北市政府資訊局230員工識別證

## 設定
人物命名以「2月沒有30日」為靈感，也帶有學號的概念；有便服與制服這兩套服裝設定，身旁有位名為「AI」的好夥伴。

## 曝光活動

### 臺北市推行捷運Wi-Fi 230免費網路服務（2016 年試辦）
臺北市資訊局為了推廣業務，借鏡日本虛擬偶像初音，推出資訊局專屬的虛擬美少女代言人「230」。臺北市政府資訊局與臺北捷運公司合作，推出「捷運Wi-Fi 230」免費網路服務。透過民間合作，於特定捷運車站與列車提供Wi-Fi熱點。資訊局創造虛擬代言人「230」，於熱點提供上網指引，並透過公益廣告提供免費上網服務，旨在推廣資訊局業務與提升政府與民眾之互動。

### 實體活動
在戰遊網的春季聚會花博活動中，虛擬代言人「230」的Coser現身，吸引了參與者的注意。此外，在Ingress臺北任務日活動中，也有日本玩家Cosplay「230」參加活動。

### 2017 世大運
在2017台北世大运中，資訊局代表比賽為射箭，因此資訊局臉書也可看見「230」以射箭選手造型出現。

### 台灣MOPETZ公司製作「星環少女」公仔
台灣的MOPETZ公司以230為原型，製作了名為「星環少女」的高品質人型公仔，展示了從動作設計到細節的精緻工藝，儘管經歷了資金困難，仍堅持完成此企劃。